# Jardang

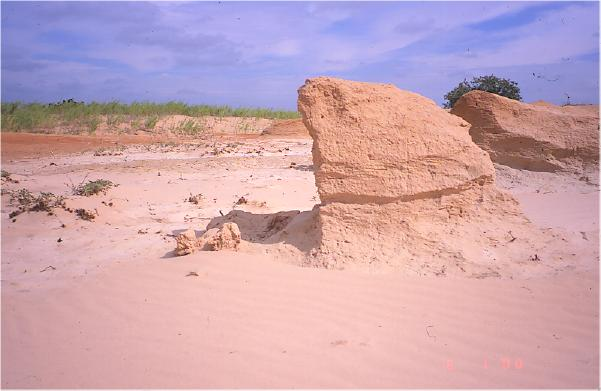
Jardang Meadow (Texas) közelében

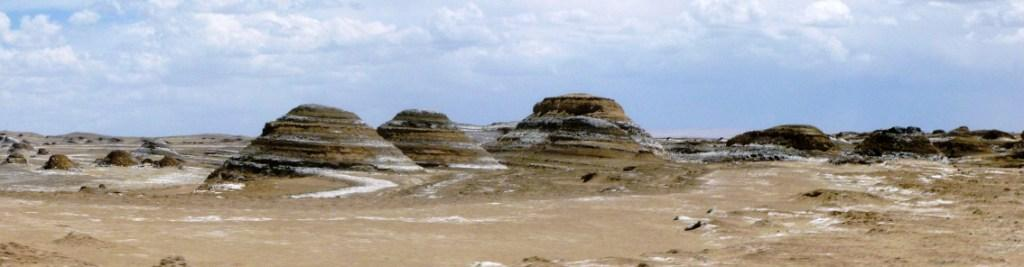
Jardangok a Cajdam-medencében (Csinghaj tartomány)

A jardang olyan földfelszíni képződmény, amit  erózió alakított ki laza vagy szilárd üledékes kőzetekből (mészkő, homokkő, iszapkő, esetleg kristályos pala és gneisz).
A jardang (kínaiul jardan vagy jadan) ujgur eredetű szó, meredek zátonyt, párkányt jelent. Sven Hedin számolt be először ezekről a képződményekről, amelyeket a Lop-sivatagban látott 1903-ban expedíciója alatt. A jardangok kialakulásában szerepet játszik a  defláció, amikor a szél kifújja, elhordja a homokot, laza üledéket, a  korrázió, a szél  által hordott homokszemcsék dörzsölő  hatása és esetenként a vízerózió is. A jardang végső formáját az állandóan egy irányból fújó szélben hordott homok  csiszolja ki. 
A jardangok nagysága néhány centimétertől több méterig terjedhet, magasságuk és szélességük aránya kb. 4:1. Jardang mezők találhatók többek között Iránban,  a Lop sivatagban, a Szaharában  az Ahaggar-hegység  és Mali északkeleti részén húzódó  Adrar des Ifoghas között. 

## Fordítás
- Ez a szócikk részben vagy egészben  a   Yardang című német Wikipédia-szócikk fordításán alapul.  Az eredeti cikk szerkesztőit annak laptörténete sorolja fel. Ez a jelzés csupán a megfogalmazás eredetét és a szerzői jogokat jelzi, nem szolgál a cikkben szereplő információk forrásmegjelöléseként.

## Kapcsolódó szócikk
- Sven Hedin